# Pompeu Serra i Carbonell
Pompeu Serra i Carbonell (Mataró, 24 de juliol de 1807 - 1893) va ser jurista, hisendat i polític mataroní. Va ser diputat, senador i alcalde de Mataró. Va ser un dels fundadors –i primer president– de la Caixa d'Estalvis de Mataró. L'any 1837 va ser triat regidor de Mataró pel Partit Moderat, integrat principalment per membres de l'aristocràcia, terratinents, burgesos enriquits i juristes. Va ser diputat en diverses ocasions pel districte electoral de Mataró (1858-1860; 1860-63; 1871-72; 1875-77). Va ser alcalde de Mataró del 1865 al 1867.